# Partito Rivoluzionario Istituzionale
Il Partito Rivoluzionario Istituzionale (in spagnolo Partido Revolucionario Institucional, PRI) è un partito politico messicano di centro, uno dei partiti storici del Messico e, in precedenza, il più importante.
Il partito, soprannominato El Tricolor ("il tricolore") per via della presenza nel suo simbolo dei colori della bandiera messicana (verde, bianco e rosso), fu fondato nel 1929 dal presidente Plutarco Elías Calles per dare una piena rappresentanza ai capi politici messicani e combattenti comuni sopravvissuti alla Rivoluzione messicana e, soprattutto, per far fronte al caos generale creatosi dopo l'assassinio del presidente Álvaro Obregón, rieletto nel 1928 nell'ambito della conclusione della Guerra cristera, tra il Governo e i Cristeros cattolici. Nonostante Calles cadde presto in disgrazia e fosse esiliato nel 1936, il partito rimase saldo al potere dal 1929 fino al 2000, quando fu sconfitto alle elezioni presidenziali dal Partito Azione Nazionale di Vicente Fox, governando de facto il Messico in un regime monopartitico con metodi autoritari per 71 anni.
Gli iscritti al PRI sono chiamati colloquialmente in Messico priistas.

## Storia

Gli stati governati dal PRI (in verde) nel 2019

Il Partito Rivoluzionario Istituzionale è nato nel 1929, fondato dal presidente Plutarco Elías Calles, ex-segretario del Partito Laburista Messicano, con il nome di Partito Nazionale Rivoluzionario, Partido Nacional Revolucionario (PNR), rinominato Partito della Rivoluzione Messicana, Partido de la Revolucion Mexicana (PRM), nel 1938 e assumendo il nome attuale nel 1946. Esso è un diretto discendente della fazione costituzionalista, gruppo sia politico che militare, uscito vincitore dalla Rivoluzione messicana con Venustiano Carranza nel 1920 e poi rimasto saldo al potere dopo la presa del potere da parte del generale Álvaro Obregón nello stesso anno. Obregón divenne primo segretario del nuovo Partito Laburista, che divenne il primo partito "ufficiale" della Rivoluzione, seguito nel 1924 da Plutarco Elías Calles, dando inizio così al regime politico anticlericale e di sinistra che avrebbe detenuto il potere nel paese per 7 decenni fino al 2000, governando de facto il Messico in un regime monopartitico con metodi autoritari, e con la nascita nel frattempo nel 1929 del Partito Rivoluzionario Istituzionale appunto. Nei decenni al potere si è conquistato la fama di essere un partito corrotto. Alle elezioni presidenziali del 2000 il candidato del PRI (Francisco Labastida) fu per la prima volta sconfitto, consegnando la presidenza a Vicente Fox e al Partito Azione Nazionale.
Alle elezioni presidenziali del 2006, il Partito Rivoluzionario Istituzionale è diventato addirittura la terza forza politica del paese, ottenendo, in coalizione con il Partito Verde Ecologista del Messico, solo il 28,2% dei voti; nonostante la perdita di consensi, ha mantenuto numerosi governi a livello statale e locale.
In occasione delle elezioni presidenziali del 2012, il PRI e il suo candidato Enrique Peña Nieto (che vinse poi le elezioni facendo tornare il PRI al potere) sono stati bersaglio delle proteste del movimento giovanile Yo Soy 132, critico contro gli atteggiamenti autoritari manifestati in campagna elettorale.
Alle elezioni presidenziali del 2018 il PRI ha registrato il peggior risultato della sua storia, con il candidato alla presidenza José Antonio Meade Kuribreña arrivato addirittura terzo con circa il 16,4% dei consensi, evento mai accaduto nella storia politica messicana.

## Ideologia politica
Il Partito Rivoluzionario Istituzionale è considerato un partito di centro attestato su posizioni moderate.

## Risultati elettorali

### Elezioni parlamentari
| Elezione | Elezione | Maggioritario | Maggioritario | Proporzionale | Proporzionale | Seggi     |
| Elezione | Elezione | voti          | %             | voti          | %             | Seggi     |
| -------- | -------- | ------------- | ------------- | ------------- | ------------- | --------- |
| 1946     | Senato   |               |               |               |               | 58 / 58   |
| 1946     | Camera   | 1.687.284     | 73,5          |               |               | 141 / 147 |
| 1949     | Camera   | 2.031.783     | 93,9          |               |               | 142 / 149 |
| 1952     | Senato   |               |               |               |               | 60 / 60   |
| 1952     | Camera   | 2.713.419     | 74,3          |               |               | 151 / 161 |
| 1955     | Camera   | 5.562.761     | 89,9          |               |               | 153 / 162 |
| 1958     | Senato   |               |               |               |               | 60 / 60   |
| 1958     | Camera   | 6.467,493     | 88,2          |               |               | 153 / 162 |
| 1961     | Camera   | 6.174.434     | 90,3          |               |               | 172 / 178 |
| 1964     | Senato   |               |               | 7.837.364     | 87,8          | 64 / 64   |
| 1964     | Camera   | 2.713.419     | 74,3          |               |               | 175 / 210 |
| 1967     | Camera   | 5.562.761     | 89,9          |               |               | 177 / 212 |
| 1970     | Senato   |               |               | 11.154.003    | 84,4          | 64 / 64   |
| 1970     | Camera   | 11.125.770    | 83,3          |               |               | 175 / 210 |
| 1973     | Camera   | 10.458.618    | 77,4          |               |               | 189 / 231 |
| 1976     | Senato   |               |               | 13.406.802    | 87,5          | 62 / 64   |
| 1976     | Camera   | 12.868.104    | 85,0          |               |               | 195 / 237 |
| 1979     | Camera   | 8.714.151     | 74,1          | 9.418.178     | 72,8          | 296 / 400 |
| 1982     | Senato   |               |               | 14.574.114    | 65,0          | 63 / 64   |
| 1982     | Camera   | 14.501.988    | 69,4          | 14.289.793    | 65,7          | 299 / 400 |
| 1985     | Camera   | 11.588.230    | 68,0          | 10.981.938    | 63,0          | 292 / 400 |
| 1988     | Senato   |               |               | 9.263.810     | 50,8          | 60 / 64   |
| 1988     | Camera   | 9.276.934     | 51,0          | 9.276.934     | 51,0          | 260 / 500 |
| 1991     | Camera   | 14.051.349    | 61,4          | 14.145.234    | 61,4          | 320 / 500 |
| 1994     | Senato   |               |               | 17.195.536    | 50,2          | 95 / 128  |
| 1994     | Camera   | 16.851.082    | 50,2          | 17.236.836    | 50,3          | 300 / 500 |
| 1997     | Senato   |               |               | 11.266.155    | 38,5          | 77 / 128  |
| 1997     | Camera   | 11.305.957    | 39,1          | 11.403.719    | 39,1          | 239 / 500 |
| 2000     | Senato   | 13.699.799    | 36,7          | 13.755.787    | 36,7          | 60 / 120  |
| 2000     | Camera   | 13.720.453    | 36,9          | 13.800.306    | 36,9          | 207 / 500 |
| 2003     | Camera   | 6.166.358     | 23,9          | 6.196.171     | 24,0          | 224 / 500 |
| 2006     | Senato   | 11.622.012    | 28,1          | 11.681.395    | 28,0          | 39 / 128  |
| 2006     | Camera   | 11.629.727    | 28,0          | 11.689.110    | 27,9          | 104 / 500 |
| 2009     | Camera   | 12.765.938    | 36,9          | 12.809.365    | 36,9          | 237 / 500 |
| 2012     | Senato   | 18.477.441    | 37,0          | 18.560.755    | 36,9          | 61 / 128  |
| 2012     | Camera   | 15.166.665    | 31,0          | 15.513.478    | 31,8          | 212 / 500 |
| 2015     | Camera   | 11.604.665    | 34,2          | 11.638.556    | 29,2          | 203 / 500 |
| 2018     | Senato   |               |               | 6.965.765     | 15,8          | 14 / 128  |
| 2018     | Camera   |               |               | 9,310,523     | 16,5          | 47 / 500  |
| 2021     | Camera   |               |               | 8.715.899     | 17,7          | 70 / 500  |

### Elezioni Presidenziali
| Elezione           | Candidato                    | Voti       | %     | Esito                |
| ------------------ | ---------------------------- | ---------- | ----- | -------------------- |
| Presidenziali 1946 | Miguel Alemán Valdés         | 1.786.901  | 77,87 | ✔️ Eletta/o          |
| Presidenziali 1952 | Adolfo Ruiz Cortines         | 2.713.419  | 74,31 | ✔️ Eletta/o          |
| Presidenziali 1958 | Adolfo López Mateos          | 6.767.754  | 90,43 | ✔️ Eletta/o          |
| Presidenziali 1964 | Gustavo Díaz Ordaz           | 8.368.446  | 88,82 | ✔️ Eletta/o          |
| Presidenziali 1970 | Luis Echeverría              | 11.970.893 | 85,88 | ✔️ Eletta/o          |
| Presidenziali 1976 | José López Portillo          | 16.727.993 | 100   | ✔️ Eletta/o          |
| Presidenziali 1982 | Miguel de la Madrid          | 16.748.006 | 74,31 | ✔️ Eletta/o          |
| Presidenziali 1988 | Carlos Salinas               | 9.687.926  | 50,71 | ✔️ Eletta/o          |
| Presidenziali 1994 | Ernesto Zedillo              | 17.181.651 | 50,13 | ✔️ Eletta/o          |
| Presidenziali 2000 | Francisco Labastida          | 13.579.718 | 36,89 | ❌ Non eletta/o (2º) |
| Presidenziali 2006 | Roberto Madrazo              | 9.301.441  | 22,75 | ❌ Non eletta/o (3º) |
| Presidenziali 2012 | Enrique Peña Nieto           | 19.158.595 | 39,17 | ✔️ Eletta/o          |
| Presidenziali 2018 | José Antonio Meade Kuribreña | 9.289.853  | 16,4  | ❌ Non eletta/o (3º) |